# هنريكي كامارغو
هنريكي كامارغو (بالبرتغالية: Henrique Camargo‏) هو مجدف برازيلي، (و. 1910 و 1919  م).

## وصلات خارجية
- هنريكي كامارغو على موقع الاتحاد الدولي للتجديف (الإنجليزية)
- هنريكي كامارغو على موقع أوليمبيديا (الإنجليزية)